# Balistomorphus
Balistomorphus es un género extinto de peces actinopterigios prehistóricos. Fue descrito por Gill en 1888.
Vivió en Italia.